# 诺伊马克 (图林根州)
诺伊马克（德語：Neumark，發音：[ˈnɔʏmaʁk] ⓘ）是德国图林根州魏玛地区县的城市，面积8.67平方千米，2023年12月31日人口为482人，是图林根州第二小的城市，也是德国第三小的城市。